# 헬프! (영화)
《헬프!》(Help!)는 리처드 레스터가 감독하고, 비틀즈의 멤버 존 레논, 폴 매카트니, 조지 해리슨, 그리고 링고 스타가 출연한 영국의 코미디 영화다. 영화는 비틀즈가 제작한 두 번째 장편 영화로, 사악한 컬트 종교에 맞서 싸우는 그들의 모습을 담아냈다. 영화와 동명인 사운드트랙 음반 《Help!》 또한 발매되었다.
영화는 웨스트엔드오브런던에 있는 런던 파빌리온 극장에서 런던 왕실 세계 초연을 가졌고, 스노우든 백작과 스노든 백작부인 마거릿이 관람하러 왔다.
비틀즈의 첫 번째 영화와 같은 극찬을 받지는 못했으나, 반세기 이후에는 뮤직 비디오의 개발을 비롯해 여러 영향을 준 것으로 여겨진다. 영화의 작업 제목은 "Eight Arms to Hold You."였다.

## 줄거리
동양의 컬트 종교 집단은 여성을 카일리 여신에게 제물로 바치려고 한다. 대제사장인 아헴은 제물인 여성이 희생의 반지를 끼고 있지 않다는 사실을 알아챈다. 비틀즈의 드러머인 링고 스타가 그것을 착용하고 있다. 반지를 가져오기로 결심한 스와미 클랑, 아흐메, 부탄 등의 무리들은 런던으로 떠난다. 반지를 훔치려는 시도가 여러 차례 실패한 후 그들은 인도 레스토랑에서 비틀즈와 맞닥뜨린다. 링고는 그가 반지를 돌려주지 않으면 다음 제물이 된다는 것과 반지가 손가락에 붙어 떨어지지 않는다는 것을 깨닫는다.
비틀즈는 반지를 빼기 위해 보석 가게에 가지만, 주인이 사용하는 도구는 모두 고장나고 만다. 그들은 메드사이언티스트 풋과 그의 조수 앨저넌에게 간다. 영국제 기구로 가득찬 실험실에서 링고의 분자를 확장하여 반지를 빼내려고 하나 기계는 다른 반지를 제거할 뿐이였다. 그의 장비가 반지에 아무런 영향을 미치지 않는다는 사실에 과학자들은 놀라움을 금치 못하고, 그들마저 반지를 노리는 적으로 돌아선다. 그들이 레이저를 충전하는 동안 아흐메는 실험실을 부수고 과학자들을 총으로 겨누어 비틀즈가 도망갈 수 있게 한다.
집으로 돌아간 비틀즈와 아흐메는 그녀의 여동생이 지금 위험에 처해있고, 링고가 희생자가 될 수 있다는 것을 알려준다. 그녀는 링고의 손가락을 줄이기 위해 약을 주사하려고 준비하지만, 클랑과 그의 졸개가 집을 부수고 아흐메가 폴의 다리에 주사기를 떨어뜨리게 한다. 수축된 폴이 재떨이에 숨어있는 동안 이 무리는 다른 비틀즈 멤버를 공격하고 링고에게 빨간색 페인트를 붓는다. 갑자기 발과 앨저넌이 난압하여 총을 쏘면서 위협하자 그들은 도망간다. 반지를 노리는 그들은 이내 비틀즈를 향해 총을 겨누나 고장난 상태여서 물러난다.
밴드는 피난처인 오스트리아 알프스로 피하지만 종교 무리가 추격해 온다. 스키를 연습한 그들은 이후 컬링 게임에 참여한다. 발과 앨저넌은 컬링 스톤처럼 생긴 시한 폭탄을 비틀즈에게 넘기지만 연기를 보고 알아채버린다. 이후 폭발로 생긴 웅덩이에서 수영 선수가 도버 해의 화이트 클리프 방향을 묻는다. 스키를 타면서 그들에게 쫓기는 비틀즈는 아흐메의 도움으로 도망에 성공한다. 그녀의 잘못된 방향 지시로 스키 점프 대회에 느닷없이 참가한 그는 금메달을 수상하게 된다.
이후 영국으로 탈출한 비틀즈는 스코틀랜드 야드에서 "보호"를 요청하지만, 겁많은 경위는 그들을 말을 믿지 않는다. 걸려온 전화를 받은 그는 들려오는 주술에 말려 창문을 열고, 그 창문 사이로 페인트가 든 화살이 날아들면서 경위는 비틀즈의 말을 믿으며 999에 전화를 거는데, 비틀즈가 아닌 자신의 도움을 요청한다.

## 출연

### 주연
- 존 레논
- 폴 매카트니
- 조지 해리슨
- 링고 스타

### 조연
- 레오 맥켄
- 엘레너 브론
- 빅터 스피네티
- 로이 키니어
- 존 블러덜
- 패트릭 카길
- 알피 베스
- 워렌 미첼
- 피터 코플리
- 토머스 뱁티스트
- 로니 브로디
- 골다 카시미어
- 루퍼트 에반스
- 메리 포드
- 그레첸 프랭클린
- 밥 가드프리
- 스튜어트 귀도티
- 제레미 로이드
- 안드레아스 말란드리노스
- 지니아 머턴
- 댄디 니콜스
- 제니 틸
- 이안 윌슨

## 기타
- 의상: 디너 그리트
- 의상: 줄리 해리스

## 영감
비틀즈는 마르크스 형제의 클래식 《덕 수프》에서 영감을 받은 것이며, 또한 제임스 본드 영화 시리즈의 직접적인 풍자라고 말했다. 《헬프!》를 초연할 당시 배급사 유나이티드 아티스츠는 본드 시리즈의 판권을 쥐고 있기도 했다.
영화에 등장하는 추상적인 유머는 《군 쇼》의 영향을 크게 받았다. 이 《군 쇼》에서는 비틀즈의 녹음 프로듀서 조지 마틴이 참여하기도 했다.